# The Voice (Australien)
The Voice [ðə vɔɪs] (engl. für „Die Stimme“) ist eine australische Gesangs-Castingshow, die seit April 2012 vom Fernsehsender Nine Network ausgestrahlt wird. Sie basiert auf dem Castingshow-Konzept The Voice, das erstmals Ende 2010 in den Niederlanden unter dem Titel The Voice of Holland umgesetzt wurde. Die australische Ausgabe wird von Shine Australia und Talpa Media Group produziert.
Am 22. Juni 2014 startete bei Nine Network unter dem Titel The Voice Kids eine Kinderversion von The Voice. Als Coaches wurden Melanie B, Delta Goodrem, Benji und Joel Madden verpflichtet.

## Konzept
In den sogenannten „Blind Auditions“ müssen die Kandidaten auf einer Bühne vorsingen. Die Jurymitglieder können die Sängerin oder den Sänger zunächst nur hören, aber nicht sehen, weil sie in einem Drehstuhl mit dem Rücken zur Bühne sitzen. Sie können für einen Kandidaten stimmen, indem sie sich während seines Vortrages zu ihm umdrehen, um ihn zu sehen. Der Kandidat kommt eine Runde weiter, wenn er mindestens eine der vier Jurystimmen erhält. Unter denjenigen Jurymitgliedern, die sich für ihn umgedreht haben, wählt der Kandidat seinen Coach für die weiteren Runden.
In den „Battle Rounds“ singen jeweils zwei Kandidaten derselben Coachinggruppe ein Lied im Duett. Nur einer der beiden Kandidaten kommt nach Entscheidung des jeweiligen Coaches weiter.
In den Liveshows, treten die Kandidaten innerhalb ihrer Coachinggruppen gegeneinander an und werden sowohl von den Coaches als auch von den Fernsehzuschauern bewertet. Aus jeder Gruppe geht dabei ein Finalist hervor. Im Finale entscheiden einzig die Fernsehzuschauer über den Sieg. Erst hier treffen Vertreter unterschiedlicher Coaches aufeinander.

## Coaches
| Staffel | Coaches             | Coaches        | Coaches       | Coaches       |
| ------- | ------------------- | -------------- | ------------- | ------------- |
| 1       | Joel Madden         | Delta Goodrem  | Seal          | Keith Urban   |
| 2       | Joel Madden         | Delta Goodrem  | Seal          | Ricky Martin  |
| 3       | Joel Madden         | Kylie Minogue  | will.i.am     | Ricky Martin  |
| 4       | Joel & Benji Madden | Delta Goodrem  | Jessie J      | Ricky Martin  |
| 5       | Joel & Benji Madden | Delta Goodrem  | Jessie J      | Ronan Keating |
| 6       | Boy George          | Delta Goodrem  | Seal          | Kelly Rowland |
| 7       | Boy George          | Delta Goodrem  | Joe Jonas     | Kelly Rowland |
| 8       | Boy George          | Delta Goodrem  | Guy Sebastian | Kelly Rowland |
| 9       | Boy George          | Delta Goodrem  | Guy Sebastian | Kelly Rowland |
| 10      | Rita Ora            | Jessica Mauboy | Guy Sebastian | Keith Urban   |
| 11      | Rita Ora            | Jessica Mauboy | Guy Sebastian | Keith Urban   |
| 12      | Rita Ora            | Jessica Mauboy | Guy Sebastian | Jason Derulo  |

## Staffeln

### Erste Staffel (2012)
Die erste Staffel der Show wurde vom 15. April bis zum 18. Juni 2012 im Fernsehen ausgestrahlt. Die Gewinnerin der ersten Staffel war Karise Eden mit dem Song You Won’t Let Me.
| Kandidat        | Song             | Ergebnis      | Coach         |
| --------------- | ---------------- | ------------- | ------------- |
| Karise Eden     | You Won’t Let Me | Gewinner      | Seal          |
| Darren Percival | --               | Zweiter Platz | Keith Urban   |
| Rachael Leahcar | --               | Dritter Platz | Delta Goodrem |
| Sarah De Bono   | --               | Vierter Platz | Joel Madden   |

### Zweite Staffel (2013)
Nachdem September 2012 bekannt wurde, dass Keith Urban Jurymitglied der 12. Staffel von American Idol sein würde, wurde im November 2012 Ricky Martin als neuer Juror bekannt gegeben. Die zweite Staffel der Show wurde vom 7. April bis zum 17. Juni 2013 im Fernsehen ausgestrahlt. Der Gewinner der zweiten Staffel war Harrison Craig (Coach: Seal) mit dem Song Unconditional.

### Dritte Staffel (2014)
Nachdem am 26. November 2013 bekannt wurde, dass Seal und Delta Goodrem an der nächsten Staffel nicht mehr teilnehmen zu wollen, wurde am gleichen Tag bekannt gegeben, dass will.i.am und Kylie Minogue ihre Plätze einnehmen würden. Ricky Martin und Joel Madden verpflichteten sich für eine weitere Staffel. Drehstart war am 14. Januar 2014. Die Battles wurden März 2014 gedreht. Die dritte Staffel der Show wurde vom 4. Mai bis zum 21. Juli 2014 im Fernsehen ausgestrahlt. Gewinnerin war Anja Nissen (Coach: will.i.am).

### Vierte Staffel (2015)
Die vierte Staffel wurde vom 28. Juni bis zum 30. August 2015 ausgestrahlt. will.i.am wurde von Jessie J ersetzt, Delta Goodrem kehrte nach einem Jahr wieder zurück und ersetzte Kylie Minogue. Des Weiteren bildete Benji Madden, Bruder von Joel Madden, mit Joel zusammen ein Coachteam. Gewinnerin war Ellie Drennan (Coach: Jessie J).

### Fünfte Staffel (2016)
Am 1. Mai 2016 begann die Ausstrahlung der fünften Staffel. Ronan Keating ersetzte in dieser Staffel Ricky Martin. Im Finale am 10. Juli 2016 setzte sich Alfie Arcuri, dessen Coach Delta Goodrem war, als Gewinner durch.

### Sechste Staffel (2017)
Die sechste Staffel wurde vom 24. April bis zum 2. Juni ausgestrahlt.
Ronan Keating wurde durch Seal ersetzt. Statt Jessie J sowie Joel und Benji Madden wurden Boy George und Kelly Rowland als Coaches verpflichtet. Delta Goodrem blieb als Coach erhalten. Als Gewinner trat Judah Kelly hervor (Coach: Delta Goodrem).

### Siebte Staffel (2018)
In der siebten Staffel, die zwischen dem 15. April 2018 und dem 17. Juni 2018 ausgestrahlt wurde, waren weiterhin Delta Goodrem, Boy George und Kelly Rowland als Coaches verpflichtet. Seal wurde allerdings durch Joe Jonas ersetzt. Im Finale gewann Sam Perry (Coach: Kelly Rowland).

### Achte Staffel (2019)
Die achte Staffel wurde vom 19. Mai bis zum 7. Juli 2019 ausgestrahlt. Joe Jonas wurde durch Guy Sebastian ersetzt, der Rest der Jury bleibt gleich. Gewonnen hat Diana Rouvas (Coach: Boy George).

### Neunte Staffel (2020)
Staffel neun wurde vom 24. Mai 2020 bis 18. Juli 2020 ausgestrahlt. Bei den Coaches gab es keine Veränderung. Die Moderatorin Sonia Kruger wurde durch Darren McMullen und Renee Bargh ersetzt. Eine Neuerung in den Blind Auditions war die Möglichkeit der Coaches, einen anderen Coach zu blocken, damit dieser das Talent nicht in sein Team holen konnte. Es gewann Chris Sebastian (Coach: Kelly Rowland).

### Zehnte Staffel (2021)
Die zehnte Staffel wurde von Seven Network vom 8. August 2021 bis 12. September 2021 ausgestrahlt. Moderation Sonia Kruger kehrte zurück. Die Coaches Kelly Rowland, Delta Goodrem und Boy George wurden durch Rita Ora, Jessica Mauboy und Keith Urban ersetzt. Siegerin war Bella Taylor Smith (Coach: Guy Sebastian).

### Elfte Staffel (2022)
Die elfte Staffel wurde von Seven Network vom 18. April 2022 bis 29. Mai 2022 ausgestrahlt. Moderation war wieder Sonia Kruger. Die Coaches waren dieselben des Vorjahres. Sieger war Lachie Gill (Coach: Rita Ora).

### Zwölfte Staffel (2023)
Die zwölfte Staffel wurde von Seven Network vom 6. August 2023 bis 8. Oktober 2023 ausgestrahlt. Moderatorin war wieder Sonia Kruger. Bei den Coaches wurde Keith Urban durch Jason Derulo ersetzt. Sieger wurde Tarryn Stokes (Coach: Rita Ora).

## The Voice Kids
Der Sender Nine Network sendet neben der normalen Version seit dem 22. Juni 2014 unter dem Titel The Voice Kids auch eine Kinderversion für Kinder zwischen acht und 14 Jahren. Die Coaches der ersten Staffel waren Melanie B, Delta Goodrem, Benji und Joel Madden. Moderiert wird die Sendung von Darren McMullen, der Backstage von Prinnie Stevens unterstützt wird. Die Coaches der zweiten Staffel sind Melanie B, Delta Goodrem, Joel Madden und Keith Urban. In der ersten Staffel gab es drei Coachteams und in der zweiten Staffel vier Teams.